# Jean Louis Joseph de Fernig
Pour les articles homonymes, voir Fernig.
Jean Louis Joseph César de Fernig, baptisé le 12 août 1772 au château de l'Escafotte à Flines-lès-Mortagne et mort le 24 août 1847 sur les bords du Nil, est un général français du Premier Empire

## Biographie
Jean Louis Joseph de Fernig est le fils du commandant François Louis Joseph de Fernig et de Marie-Adrienne Bassez . C'est le frère des sœurs Fernig, et le beau-frère du général comte Armand-Charles Guilleminot.
Militaire, il est sous-lieutenant au 12e d'infanterie-Auxerrois (18 janvier 1772), volontaire dans la garde nationale de Valenciennes le 14 juillet 1789, capitaine adjoint (13 novembre 1792), lieutenant-colonel (18 mars 1793). Il était lieutenant-colonel lorsqu’en 1793 il passa à l’ennemi avec Dumouriez. Chef de bataillon à la 2e brigade helvétique (27 mars 1801) armée des Grisons, il obtient sa radiation de la liste des émigrés. Il sert au Danemark, rentre en 1798, et fait, comme volontaire à l’état-major de l’armée du Rhin, les campagnes des années VI, VII, VIII. Major d'infanterie (31 décembre 1804), nommé lieutenant-colonel, il commande en Espagne en 1809, en Zélande en 1810  et, en 1811, à la Grande Armée. Colonel du 1er provisoire (22 janvier 1810), puis Adjudant-commandant (12 mars 1812), sous-chef d’état-major de Berthier, il fait sous ses ordres la campagne de Russie et, pendant la retraite, fait partie de l’escadron sacré. En Pologne, il sert sous Eugène de Beauharnais avec les mêmes fonctions, et rend de grands services à Lützen en enfonçant la réserve des alliés. Il est promu à Dresde par Napoléon Ier, le 14 juin 1813, au grade de général de brigade[réf. souhaitée]. 
Après la chute de Napoléon les Bourbons le mettent d’abord en disponibilité et lui confient ensuite une brigade à la campagne d'Espagne de 1823 et le titre de gouverneur de Barcelone. Rentré en France après dix-huit mois d’une sage administration, il parcourt toute l’Europe, de 1826 à 1828, et les notes qu’il recueille rendent de grands services à la science. En 1829, il a une mission à Naples, est mis en disponibilité en 1831 et à la retraite le 8 mai 1835[réf. souhaitée].
Franc-maçon, il est initié dans la loge « Les Amis philanthropes », constituée à Bruxelles par le Grand Orient de France, puis il est reçu du 4° au 18° degré à Grenoble en 1808 et du 19° au 32° degré en Espagne en 1811 et ensuite en 1815 au 33° degré par Alexandre de Grasse-Tilly. Il s'attribue un rôle important au sein du Suprême Conseil d’Amérique, où il occupe les fonctions de lieutenant grand commandeur « ad vitam » en même temps qu’il est vénérable maître de la loge « Les Propagateurs de la Tolérance », créée par cette obédience en 1818. Lors de la réorganisation du Suprême Conseil de France de 1804 il devient secrétaire du Saint-Empire, fonction qu’il occupe jusqu’en 1838, lorsque le duc Élie Decazes, Souverain Grand Commandeur, l’appelle à la dignité de lieutenant Grand Commandeur, fonction qu’il occupe jusqu’à sa mort. Sa mort est commémorée lors d’une tenue funèbre célébrée, le 23 janvier 1848, par la loge écossaise n° 78, « Les Amis de l’Ordre », de Niort. 
Ses sœurs Théophile et Félicité Fernig (sœurs Fernig) sont attachées à l'état-major de Charles François Dumouriez en 1792
Il épouse en premières noces la comtesse Marie-Julie-Aimée-Joseph de Pestre de Bertinchamp (morte à Bruxelles le 23 avril 1844), fille du comte Hyacinthe-Julien-Joseph et de Louise-Anne-Geneviève Le Blanc, et en secondes noces Thérèse Durant. 